# MV Levina 1
El Levina 1 fue un transbordador de pasajeros indonesio que el 22 de febrero de 2007 se incendió y mató al menos a 51 personas. Tres días después, el 25 de febrero, se hundió con un grupo de periodistas e investigadores a bordo, matando al menos a una persona más y dejando a tres desaparecidos.

## Hundimiento
El 22 de febrero de 2007, el Levina 1 se encontraba en ruta desde la capital de Indonesia, Yakarta, a la isla de Bangka. El buque se incendió varias horas después de salir del puerto, antes del amanecer, en un lugar a 60 millas náuticas (110 km; 70 mi) del puerto de salida del Puerto de Yakarta. Cientos de pasajeros escaparon del barco en llamas saltando al mar de Java. Más de 290 personas tuvieron que ser rescatadas. Al menos 51 personas murieron en el desastre, pero la Cruz Roja de Indonesia dice que el número de muertes podría ser tan alto como 89.
El registro del barco afirmaba que el barco transportaba 228 pasajeros, 42 camiones y ocho automóviles, pero la marina afirma que tenía al menos 350 pasajeros a bordo. Es común que los registros de pasajeros se dejen incompletos y que los barcos estén sobrecargados en Indonesia. En referencia al manifiesto incompleto, el ministro de Transporte Hatta Rajasa dijo: "Es un gran error que la compañía de ferry nunca haya registrado la identidad de los niños pasajeros. Es un gran, gran error. Voy a aplicarles duras sanciones por ello".
Después de que el fuego se extinguió, el remolcador TB Jayakarta III remolcó el barco a las aguas de Tanjung Priok el 24 de febrero. Al día siguiente, un grupo de cuatro investigadores y doce periodistas fueron llevados al barco por un barco de la policía. Los reporteros provenían de las cadenas de televisión Indosiar, Metro TV, ANTV, tvOne (en ese momento todavía conocida como Lativi) y SCTV y de las cadenas de radio Elshinta. Muchos de los que abordaron no se pusieron chalecos salvavidas; aunque habían estado disponibles, la policía no los había hecho obligatorios.
El ferry todavía estaba siendo remolcado en ese momento, estando a siete millas náuticas (13 km; 8,1 mi) del puerto. Ya se estaba inclinando ligeramente antes de que el grupo abordara el naufragio, y el grupo había sido advertido previamente de que el ferry no era seguro. La autoridad investigadora indonesia, la KNKT, no había dado permiso al grupo para subir a bordo, pero vieron a otros periodistas a bordo y siguieron su ejemplo. Una vez a bordo del casco, los periodistas fueron a la cubierta tres, donde entrevistaron al jefe de la Policía Acuática de la ciudad, el camarín adjunto Frederik Kalembang. Poco después de que el grupo subiera a bordo del buque, éste se inclinó de repente bruscamente. Los agentes de policía que vigilaban el buque desde un barco cercano utilizaron un altavoz para ordenar la evacuación inmediata del barco.
La mayoría de los que estaban a bordo corrieron a la cubierta dos, donde escaparon por una ventana al final de la cubierta. El barco se hundió en cinco minutos. Un bote salvavidas con capacidad para seis personas casi volcó debido a la sobrecarga. Un camarógrafo de Lativi murió posteriormente en el hospital, y otras tres personas (dos agentes forenses de la policía y un camarógrafo de SCTV) siguen desaparecidas. Cuatro personas más resultaron gravemente heridas. Las operaciones de buceo en el naufragio no lograron localizar los cuerpos de los fallecidos.